# Bob Weir
Bob Weir (właśc. Robert Hall Weir, ur. 16 października 1947 w San Francisco) – amerykański gitarzysta, kompozytor, wokalista, znany głównie jako współzałożyciel i gitarzysta rytmiczny zespołu Grateful Dead. Po śmierci lidera, Jerry'ego Garcia i rozpadzie Grateful Dead w 1995 roku, Weir wraz z pozostałymi członkami założył zespół The Other Ones przemianowanym później na Dead.
Weir grał również z wieloma innymi zespołami, m.in. RatDog, Kingfish.
W 1994 roku pojawił się na liście Rock and Roll Hall of Fame jako członek Grateful Dead.

## Dyskografia
- Grateful Dead

- Albumy solowe lub z innymi zespołami:
  - Ace – Bob Weir (1972)
  - Kingfish – Kingfish (1976)
  - Live 'n' Kickin' – Kingfish (1977)
  - Heaven Help The Fool – Bob Weir (1978)
  - Bobby and the Midnites – Bobby and the Midnites (1981)
  - Where the Beat Meets the Street – Bobby and the Midnites (1984)
  - Kingfish in Concert: King Biscuit Flower Hour – Kingfish (1996)
  - Live – Bob Weir and Rob Wasserman (1998)
  - Mother McCree's Uptown Jug Champions – Mother McCree's Uptown Jug Champions (1999)
  - Evening Moods – RatDog (2000)
  - Live at Roseland – RatDog (2001)
  - Weir Here – The Best of Bob Weir – compilation (2004)
  - Fall 1989: The Long Island Sound – Jerry Garcia Band and Bob Weir & Rob Wasserman (2013)